# Генріх Фінке фон Оверберг
Генріх Фінке фон Оверберг (*Heinrich Vincke von Overberg, д/н — 29 червня 1450) — 36-й магістр Лівонського ордену в 1438—1450 роках.

## Життєпис
Походив з вестфальського шляхетського роду Овербергів. Замолоду прибув до Лівонії. 1427 року призначається фогтом замку Леаль. 1432 року стає комтуром Гольдінгену. У 1435—1436 і 1437—1438 роках обіймав посаду комтура венденського.
У 1437 році після смерті магістра Генріха фон Бьокефьорде очолив «вестфальців» у боротьба про «рейнців» за посаду нового магістра. Сам Оверберг був кандидатом перших, протистоячи Генріху фон Нотлебену. Останнього підтримав великий магістр Тевтонського ордену Пауль фон Русдорф. У свою чергу останній призначив Генріха Фінке фон Оверберга ландмаршалом Лівонського ордену. Проте фон Оверберг відмовився визнавати призначення магістром фон Нотлебена. Зрештою 1438 року в Фелліні було укладено угоду, за якою Генріх Фінке фон Овербег став магістром, Генріх фон Нотлебен — їрвенським фогтом.
Новий магістр спрямував усі зусилля на здобуття самостійності Лівонського ордену. Вже у липні 1438 року з ініціативи фон Оверберга Перновський ландтаг відхилив новий проект статуту Лівонського ордену, який запропонував великий магістр Тевтонського ордену. В жовтні того ж року на ландтазі в Валці усі лівонські стани склали присягу Генріху Фінке фон Овербергу. Того ж 1438 року під тиском великого князя Литовського Вітовта (був офіційним протектором Ризького архієпископства) вимушений був укласти з ризьким архієпископом Геннінгом Шарпенбергом 6-річний мирний договір. Проте лише у 1441 році він був визнаний магістром Лівонського ордену Конрадом фор Ерліхгаузеном, новим великим магістром Тевтонського ордену.
У 1443 році намісник великого князя московського в Пскові Олександр Чорторийський здійснив напад на лівонський замок Нейгаузен. З огляду на зростання потуги великого князівства Московського, його втручання у справи Псковської республіки і водночас посилення великого князівства Литовського, магістр фон Оверберг вирішив звести потужний Бауський замок (його було завершено вже 1451 року).
1444 року лівонське військо атакувала Ям, околиці якого було сплюндровано. Того ж року новогородці і псковиці сплюндрували околиці Нарви. Невдовзі після цього магістр особисто очолив похід, взявши в облогу місто Ям, але не зміг його захопити. Проте лівонські війська сплюндрували Вотську волость, узбережжя річок Іжора і Нева. Зрештою 1446 року почалися перемовини між Лівонським орденом, Псковом і Новогородом, але вони не мали результату. В результаті війна тривала. 1448 року лівонське військо зазнало поразок у битва на річці Нарова та під Яомом. 1449 року було укладено 10-річне перемир'я Лівонського ордену між Псковською і Новгородською республіками. Водночас 1448 року зумів після смерті Геннінга Шарпенберга зумів домогтися обрання римським архієпископом свого ставленика Сильвестера Стодешевера. Помер у 1450 році. Новим магістром став Йоганн фон Менгден.